# Niemodlin
Niemodlin este un oraș în Polonia.